# Korpus Wywiadu Polowego (Izrael)
Korpus Wywiadu Polowego (hebr. ‏חיל האיסוף הקרבי‎) j − wyższy związek taktyczny wojsk lądowych Sił Obronnych Izraela, którego zadaniem jest wywiad wojskowy na polu walki.

## Zadania i struktura
Korpus Wywiadu Polowego podlega pod Agencję Wywiadu Wojskowego Aman. Ze względu na potrzebę gromadzenia danych wywiadowczych bezpośrednio na polu walki, utrzymywane są jednostki wywiadu polowego, które zajmują się obserwacją, zbieraniem informacji i zwalczeniem obcych wywiadów w samym środku konfliktu.
Na poziomie Dowództwa Wojsk Lądowych korpus wywiadu polowego ma następującą strukturę organizacyjną:
- Szkoła Wywiadu Polowego (Bislamash)

Żołnierze przechodzą rozszerzone szkolenie dla piechoty, a następnie są kierowani na specjalistyczne kursy: nawigacji w terenie, obserwacji, wywiadu, kamuflażu, sztuk walki, dowodzenia i innych. Następnie żołnierze są kierowani do jednostek rozrzuconych po całym kraju.
| Dowództwo Południowe               | Dowództwo Centralne                | Dowództwo Północne                 |
| ---------------------------------- | ---------------------------------- | ---------------------------------- |
| Batalion Wywiadu Polowego (Nesher) | Batalion Wywiadu Polowego (Nitzan) | Batalion Wywiadu Polowego (Shahaf) |

## Uzbrojenie
Korpus wywiadu polowego dysponuje: taktycznymi balonami obserwacyjnymi, systemami nadzoru balonowego „Halo” (kamery i urządzenia antenowe rozwieszone pod balonami), systemami namierzania mobilnego i stałego, systemami czujników monitorujących, wykrywających i ostrzegających przed różnymi rodzajami zagrożeń, bezzałogowymi aparatami latającymi.